# Tabula Rogeriana
Kitab Rudjdjar (dosl. "Ruđerova knjiga" na arapskom) ili Tabula Rogeriana (dosl. "Ruđerova ploča" na latinskom), karta svijeta koju je arapski geograf Muhamed Al-Idrisi izradio 1154. godine. Al-Idrisi je radio na popratnim komentarima i ilustracijama karte ("Ruđerova knjiga") tijekom osamnaest godina na dvoru normanskog kralja Ruđera II. od Sicilije.

## Karta
Karta, ispisana na arapskom, prikazuje euroazijski kontinent u njegovoj cjelovitosti, dok je afričkom kontinentu prikazan samo sjeverni dio. Karta je zapravo orijentirana tako da se sjever nalazi pri dnu. Nakon što je izrađena, ostala je najpouzdanijom kartom svijeta tijekom sljedećih tri stoljeća.
Ruđer II. od Sicilije naložio je izradu svoje karte svijeta na srebrnom krugu koji je težio oko 180 kilograma. Al-Idrisijevi radovi uključuju Nozhat al-mushtaq fi ikhtiraq al-afaq - kompendij geografskog i sociološkog znanja njegova vremena zajedno s opisima njegovih putovanja ilustriranih na preko sedamdeset karata; Kharitat al-`alam al-ma`mour min al-ard (Karta nastanjenih regija Zemlje) gdje je podijelio svijet na 7 regija tako da se prva prostirala od ekvatora do 23. stupnja latitude, a sedma regija od 54. do 63. stupnja nakon čega je slijedila regija nenastanjena zbog snijega i leda.
Do danas se sačuvalo deset manuskriptnih kopija Ruđerove knjige. Dvije se nalaze u Bibliothèque nationale de France među kojima je i najstarija, datirana oko 1300. godine (MS Arabe 2221). Druga kopija izrađena u Kairu iz 1456. nalazi se u Bodleian Library u Oxfordu (Mss. Pococke 375).
O al-Idrisijevu djelu S. P. Scott komentirao je sljedeće:

## Vanjske poveznice
- The World Maps of al-Idrisi  Arhivirana inačica izvorne stranice od 26. lipnja 2006. (Wayback Machine)
- Online exhibition, Bibliothèque nationale de France (francuski)